# Nave comando forza anfibia

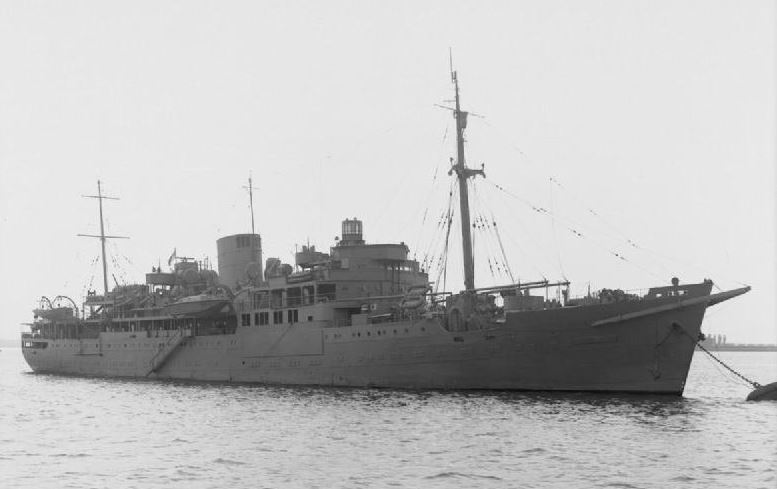
La HMS Bulolo, primo esempio storico di nave comando forza anfibia

Una nave comando forza anfibia è un tipo particolare di nave da guerra sviluppata dalle marine militari di Regno Unito e Stati Uniti d'America durante il periodo della seconda guerra mondiale per la conduzione delle operazioni di guerra anfibia: tipo particolare di nave comando specificamente destinata alle operazioni anfibie, la nave comando forza anfibia è la sede da cui il comandante della forza anfibia esercita la sua opera di comando e controllo delle operazioni di sbarco, monitorandole e dirigendole. In ragione del suo scopo, la nave è specificamente dotata di ampi spazi per le attività del personale di comando nonché di numerosi equipaggiamenti per le comunicazioni con le truppe sbarcate, gli aerei e le navi impegnati nel teatro di operazioni, fungendo da quartier generale galleggiante.
Presso la Royal Navy questo tipo di unità era noto con la designazione di Landing Ship Headquarters o LSH, mentre nella United States Navy erano designate prima come Amphibious Force Flagship e poi come Amphibious Command Ship; l'hull classification symbol previsto per le navi comando forza anfibia era inizialmente AGC (ottenuto dall'unione della sigla prevista per le navi da impiego generico, AG da Auxiliary General, con la lettera C per indicare Command, Control o Communications), ma fu poi cambiato in LCC.

## Storia

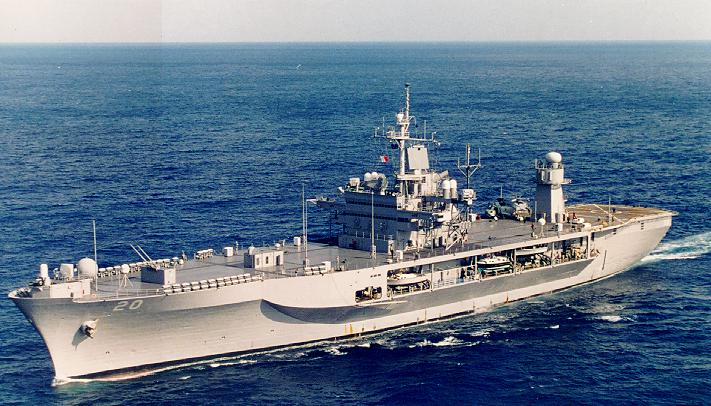
Il più recente esempio di nave comando forza anfibia, la

Il concetto di nave comando forza anfibia fu elaborato dall'ammiraglio britannico Louis Mountbatten, il secondo responsabile del Combined Operations Headquarters (l'ente incaricato delle operazioni combinate delle forze armate britanniche e in particolare delle operazioni anfibie): dopo la fallimentare esperienza dello sbarco a Dakar del settembre 1940, si iniziò ad apprezzare la necessità di disporre di un'unità navale specificamente destinata a ospitare il comandante di una forza anfibia con tutto il suo personale di supporto e di comunicazioni, da dove fosse più agevole coordinare l'azione dei reparti sbarcati e di tutti i mezzi di sostegno aerei e navali. Nell'aprile del 1942, quindi, l'ex nave passeggeri australiana Bulolo, già in servizio con la Royal Navy nel ruolo di incrociatore ausiliario, fu riconvertita a questo nuovo ruolo tramite in particolare l'installazione dei più sofisticati apparati di comunicazione disponibili al momento e l'imbarco di personale delle trasmissioni del British Army e della Royal Air Force: entrata in servizio nel nuovo compito nell'ottobre 1942, la Bulolo fece quindi da nave di bandiera dell'ammiraglio Harold Burrough durante gli sbarchi dell'operazione Torch in Nordafrica, per poi operare nel teatro di guerra italiano durante gli sbarchi in Sicilia e ad Anzio come nave di bandiera dell'ammiraglio Thomas Hope Troubridge.
La buona prova offerta da questo tipo di unità spinse il comando britannico a ordinarne delle altre, e il concetto di nave comando forza anfibia fu poi copiato anche dalla United States Navy: svariate unità navali, comprese unità da guerra come incrociatori, cacciatorpediniere e fregate ma in particolare navi mercantili di vario tipo, furono equipaggiate per svolgere i compiti di nave comando forza anfibia, venendo impiegate in gran numero durante gli sbarchi dell'operazione Overlord in Normandia nel giugno 1944. Oltre alle unità convertite allo scopo, si iniziò poi a costruire imbarcazioni progettate fin dall'inizio per svolgere il ruolo di navi comando forza anfibia: la statunitense USS Mount McKinley, entrata in servizio nel maggio 1944, ne fu il primo esempio.
Il concetto di nave comando forza anfibia fu mantenuto anche nel periodo seguente la seconda guerra mondiale, in particolare dagli Stati Uniti: l'esempio più recente di questo tipo di navi furono le due unità della classe Blue Ridge, entrate in servizio tra il 1969 e il 1971; il sostanziale venir meno di grandi operazioni anfibie tuttavia fece progressivamente sfumare il concetto di nave comando forza anfibia in quello più generale di nave comando, eliminando la sua particolare vocazione alla guida delle forze da sbarco.